# Violence (альбом)
Violence (с англ. — «Насилие») — шестой студийный альбом британской группы Editors, представленный 9 марта 2018 года. Пластинка была издана на лейбле PIAS Recordings. В альбом вошла новая студийная запись трека «No Sound but the Wind», который ранее был выпущен в другой версии на саундтреке к фильму «Сумерки. Сага. Новолуние» в 2009 году и в виде последующей концертной записи в 2010 году. Группа сама спродюсировала альбом вместе с Лео Абрахамсом, а в музыкальном плане ей помогал Бенджамин Джон Пауэр, также известный как Blanck Mass, который является половиной дуэта дроун-музыкантов Fuck Buttons. Первоначальные сессии записи с Пауэром привели к выпуску сопутствующего релиза The Blanck Mass Sessions, который содержит альтернативные записи песен с Violence, и был впервые выпущен 13 апреля 2019 года ко Дню музыкального магазина.
Альбом достиг позиции номер один в Бельгии и номер два в Голландии и был шестым в британском чарте UK Albums Chart.

## История
В течение конца 2016 — конца 2017 года группа выкладывала фотографии процесса записи в Instagram, а в заключительном посте заявила: «Альбом 6 … готов! #e6 #редакторы» 26 октября 2017 года.
В интервью Джо Тьюли перед первым исполнением сингла «Magazine» вокалист Том Смит сказал: «Нам очень помог парень по имени Blanck Mass, который делает очень брутальную электронную музыку. Так что когда она электронная, она очень электронная. Но когда это гитарная музыка, то она очень насыщена группой. Я думаю, нам удалось найти баланс между этими двумя вещами лучше, чем раньше. На протяжении многих лет мы переходили от записей, более ориентированных на группу, к более электронным записям. Мне кажется, здесь есть баланс между мелодичностью и брутальностью, которого, как мне кажется, нам не удавалось достичь раньше».
Отвечая на вопрос о содержании альбома, Смит сказал: «Во многих песнях прослеживается одна тема — потребность в человеческой связи или объединении людей; близость с любимым человеком или другом, как бегство от внешнего мира».

## Отзывы
| Совокупная оценка | Совокупная оценка |
| Источник          | Оценка            |
| ----------------- | ----------------- |
| Metacritic        | 72/100            |
| Оценки критиков   |                   |
| Источник          | Оценка            |
| AllMusic          | [ 6 ]             |
| Drowned in Sound  | 7/10              |
| musicOMH          | 7/10              |
| NME               | 8/10              |
| PopMatters        | 7/10              |
| Q                 | 8/10              |

Violence получил положительные отзывы от музыкальных критиков. На сайте-агрегаторе рецензий Metacritic альбом получил оценку 72, что означает «в целом благоприятные отзывы», на основании 13 рецензий. Эндрю Тренделл из NME оценил альбом в 4 из 5 звезд, используя трек «No Sound but the Wind» как символ улучшения группы по сравнению с последними альбомами Violence: «Это ноющая, но полная надежды песня о том, что нужно идти вперед вопреки всему. В этом случае кажется вполне уместным, что в этом воплощении она является частью пластинки, которая вполне может вернуть Editors домой».
Мэтт Коллар, пишущий для AllMusic, дал альбому 4 из 5 звезд: «С „Violence“ Editors создали большой поп-альбом на своих собственных условиях, изобилующий грандиозными, оперными жестами и пылкими крюками, которые режут глубоко, так же как и мажут раны».
В рецензии на альбом, опубликованной в газете Q, альбом получил 4 из 5 звезд с утверждением: «Результаты соответствуют их сильным сторонам. … Здесь есть легкость, которой не было со времен An End Has a Start десятилетней давности».
Кэди Сирегар, написавшая для Drowned in Sound, поставила альбому оценку 7 из 10, такую же оценку получил предшественник Violence — In Dream. В целом, в рецензии говорится, что она высоко оценивает новое направление альбома: «С Violence ясно, что Editors работают над своим новым звучанием, а не изобретают и воспроизводят его заново, и хотя их усилия по сочетанию мрачного инди-диско-попа с более угрюмой лирикой и гитарными полутонами, это освежающее новое направление».
Энди Бэйбер из musicOMH, оценив альбом в 7 баллов из 10, придерживается схожей точки зрения, описывая альбом как одновременно напряженный, но в конечном итоге стоящий: «Возможно, временами слушать его будет нелегко, но в конечном итоге Violence — это альбом, который заслуживает вашего терпения». Аналогично, Ричард Драйвер из PopMatters, оценив альбом в 7 из 10 звезд и сделав положительный вывод, пишет: «Violence звучит слишком похоже на то, что Editors пытались переделать себя в рамках достойного сотрудничества с художником Бланком Массом под руководством продюсера Лео Абрахамса, причем успех прерывистый, а слабые места подчеркнуты ненамеренно. Альбом в целом приятен, но слишком рискует, чтобы визуально отличить его от предыдущих альбомов группы».

## Список композиций
| №                   | Название                | Длительность |
| ------------------- | ----------------------- | ------------ |
| 1.                  | «Cold»                  | 3:38         |
| 2.                  | «Hallelujah (So Low)»   | 3:55         |
| 3.                  | «Violence»              | 6:06         |
| 4.                  | «Darkness at the Door»  | 4:26         |
| 5.                  | «Nothingness»           | 5:05         |
| 6.                  | «Magazine»              | 3:55         |
| 7.                  | «No Sound but the Wind» | 4:27         |
| 8.                  | «Counting Spooks»       | 5:43         |
| 9.                  | «Belong»                | 6:02         |
| Общая длительность: | Общая длительность:     | 43:17        |

| №                   | Название              | Длительность |
| ------------------- | --------------------- | ------------ |
| 10.                 | «The Pulse»           | 6:32         |
| 11.                 | «When We Were Angels» | 5:18         |
| Общая длительность: | Общая длительность:   | 55:07        |

| №                   | Название             | Длительность |
| ------------------- | -------------------- | ------------ |
| 10.                 | «The Pulse» (Oxford) | 5:59         |
| Общая длительность: | Общая длительность:  | 49:33        |

## Позиции в чартах
| Чарт (2018)                       | Высшая позиция |
| --------------------------------- | -------------- |
| Австрия (Ö3 Austria)              | 6              |
| Бельгия/Фландрия (Ultratop)       | 1              |
| Бельгия/Валлония (Ultratop)       | 3              |
| Нидерланды (Album Top 100)        | 2              |
| Франция (SNEP)                    | 49             |
| Германия (Offizielle Top 100)     | 6              |
| Ирландия (IRMA)                   | 20             |
| Италия (Classifica album)         | 24             |
| Польша (ZPAV)                     | 10             |
| Португалия (AFP)                  | 25             |
| Шотландия (Scottish Albums Chart) | 5              |
| Испания (PROMUSICAE)              | 29             |
| Швейцария (Schweizer Hitparade)   | 10             |
| Великобритания (UK Albums Chart)  | 6              |

| Чарт (2018)                        | Позиция |
| ---------------------------------- | ------- |
| Belgian Albums (Ultratop Flanders) | 16      |
| Belgian Albums (Ultratop Wallonia) | 136     |